# Costa Rica a 2011-es úszó-világbajnokságon
Costa Rica a 2011-es úszó-világbajnokságon nyolc sportolóval vett részt.

## Hosszútávúszás
Férfi
| Versenyző         | Esemény                             | Döntő     | Döntő    |
| Versenyző         | Esemény                             | Idő       | Helyezés |
| ----------------- | ----------------------------------- | --------- | -------- |
| Jeffry Villalobos | Férfi 5 kilométeres hosszútávúszás  | 1:10:06.1 | 49       |
| Jeffry Villalobos | Férfi 10 kilométeres hosszútávúszás | OTL       | OTL      |
| Rodolfo Sanchez   | Férfi 5 kilométeres hosszútávúszás  | 1:08.16.4 | 46       |
| Rodolfo Sanchez   | Férfi 10 kilométeres hosszútávúszás | DNS       | DNS      |

## Úszás
Men
| Versenyző     | Esemény                      | Selejtező | Selejtező | Elődöntő          | Elődöntő          | Döntő             | Döntő             |
| Versenyző     | Esemény                      | Idő       | Helyezés  | Idő               | Helyezés          | Idő               | Helyezés          |
| ------------- | ---------------------------- | --------- | --------- | ----------------- | ----------------- | ----------------- | ----------------- |
| Jose Montoya  | Férfi 50 méteres gyorsúszás  | 24.12     | 48        | Nem jutott tovább | Nem jutott tovább | Nem jutott tovább | Nem jutott tovább |
| Jose Montoya  | Férfi 100 méteres gyorsúszás | 52.96     | 60        | Nem jutott tovább | Nem jutott tovább | Nem jutott tovább | Nem jutott tovább |
| Mario Montoya | Férfi 200 méteres gyorsúszás | 1:52.64   | 43        | Nem jutott tovább | Nem jutott tovább | Nem jutott tovább | Nem jutott tovább |
| Mario Montoya | Férfi 400 méteres gyorsúszás | 4:00.88   | 34        |                   |                   | Nem jutott tovább | Nem jutott tovább |

Női
| Versenyző        | Esemény                       | Selejtező | Selejtező | Elődöntő          | Elődöntő          | Döntő             | Döntő             |
| Versenyző        | Esemény                       | Idő       | Helyezés  | Idő               | Helyezés          | Idő               | Helyezés          |
| ---------------- | ----------------------------- | --------- | --------- | ----------------- | ----------------- | ----------------- | ----------------- |
| Marie Laura Meza | Női 100 méteres pillangóúszás | 1:05.05   | 42        | Nem jutott tovább | Nem jutott tovább | Nem jutott tovább | Nem jutott tovább |
| Marie Laura Meza | Női 200 méteres pillangóúszás | 2:23.68   | 32        | Nem jutott tovább | Nem jutott tovább | Nem jutott tovább | Nem jutott tovább |

## Szinkronúszás
Nők
| Versenyző                       | Esemény               | Selejtező | Selejtező | Döntő               | Döntő               |
| Versenyző                       | Esemény               | Pont      | Helyezés  | Pont                | Helyezés            |
| ------------------------------- | --------------------- | --------- | --------- | ------------------- | ------------------- |
| Violeta Mitinian                | Egyéni rövid program  | 69,300    | 28        | Nem jutott tovább   | Nem jutott tovább   |
| Violeta Mitinian                | Egyéni szabad program | 68,850    | 27        | Nem jutott tovább   | Nem jutott tovább   |
| Nadezhda Gomez Violeta Mitinian | Páros rövid program   | 65,800    | 40        | Nem jutottak tovább | Nem jutottak tovább |
| Nadezhda Gomez Violeta Mitinian | Páros szabad program  | 63,750    | 43        | Nem jutottak tovább | Nem jutottak tovább |

Tartalék
- Carolina Bolanos